# Aloe glabrescens
Aloe glabrescens é uma espécie de liliopsida do gênero Aloe, pertencente à família Asphodelaceae.